# Jouy-le-Moutier
Jouy-le-Moutier är en kommun i departementet Val-d'Oise i regionen Île-de-France i norra Frankrike. Kommunen ligger i kantonen L'Hautil som tillhör arrondissementet Pontoise. År 2022 hade Jouy-le-Moutier 17 411 invånare.

## Befolkningsutveckling
Antalet invånare i kommunen Jouy-le-Moutier
| Referens: INSEE |